# Пытлясинский, Владислав Алексеевич
Владислав Алексеевич Пытлясинский (пол. Władysław Pytlasiński, 26 июля 1863, Варшава — 10 ноября 1933, Варшава) — польский борец, чемпион мира по вольной борьбе, тренер. Прозван «отцом польской борьбы».

## Биография
По профессии мясник. Славу борца получил в Швейцарии, где он находился с 1880 года, работая механиком. 
В 1892 года Пытлясинский приехал в Санкт-Петербург, где начал выступать как борец. Это событие принято считать фактом появления профессиональной борьбы в России. Выступал в цирке Чинизелли. В 1892—1901 годах успешно выступал на соревнованиях во многих городах (был чемпионом Вроцлава, Москвы, Санкт-Петербурга), а в 1900 получил в Париже титул Чемпиона Мира.
После завершения борцовской карьеры в 1904 году занимался спортивной деятельностью. В 1913 основал в Одессе спортивную школу, которую после первой мировой войны перенесли в Лодзь. Не принял предложение уехать в Америку.
В 1919 получил золотой Крест Заслуги за передачу в государственную казну всех своих золотых наград.
Соучредитель Польского Атлетического Общества  (1922).
Организованные спортивные клубы развивал на собственные средства.

## Фильмы
В межвоенный период играл в немом кино.
Фильмы с его участием:
- Бартек-Победитель (1923) — главная роль
- Пан Тадеуш (1928)

## Память
- В январе 1938 года именем Владислава Пытлясинского была названа улица в варшавском районе Мокутов[3]
- С 1957 проводится международный турнир по борьбе имени Владислава Пытлясинского
- В первой половине 1970-х в Варшаве на фронтоне дома ул. Гжибовска, 30 в микрорайоне Za Żelazną Bramą была установлена гранитная мемориальная доска памяти Владислава Пытлясинского[4]

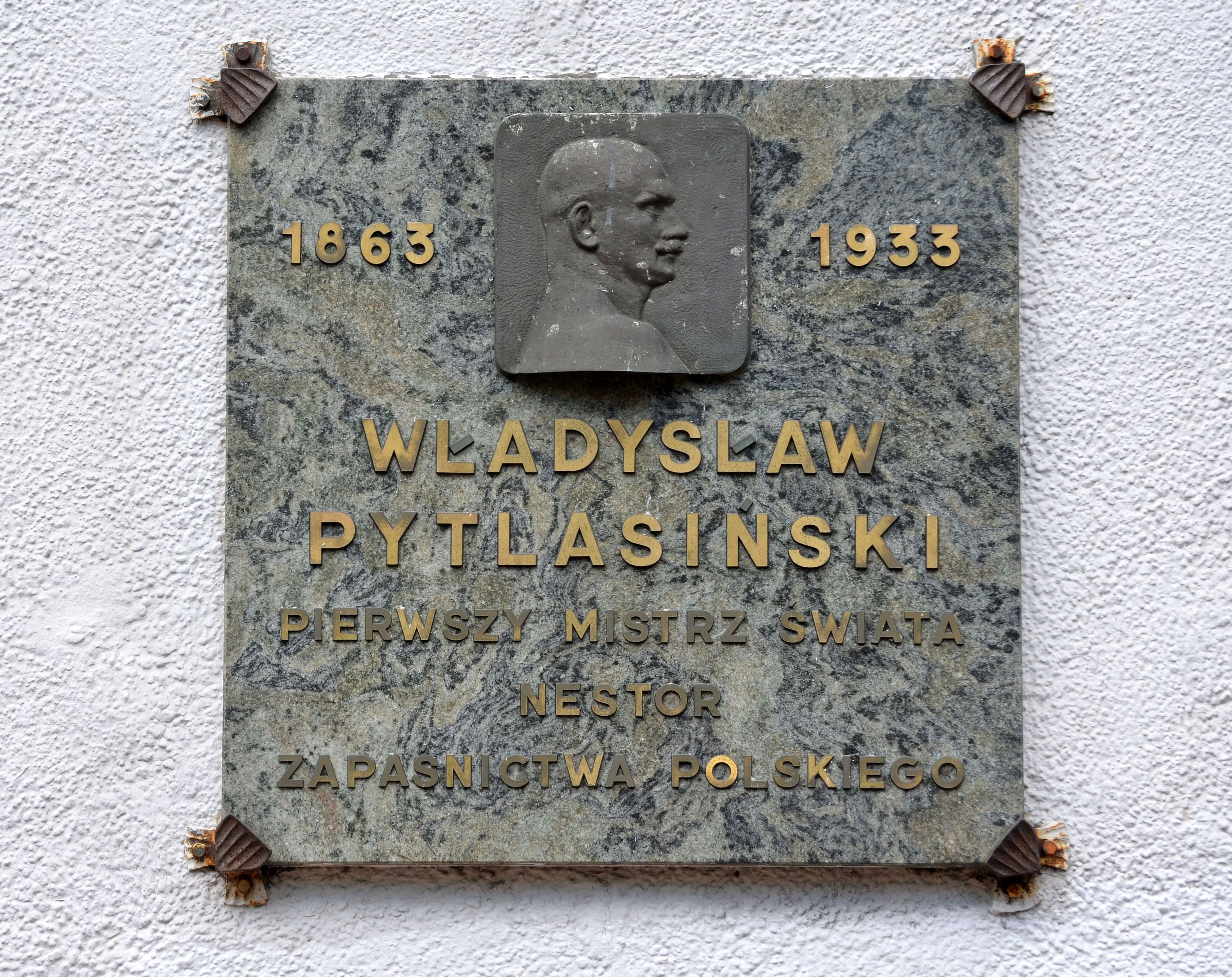
Мемориальная доска в честь Владислава Пытлясинского на здании ул. Гжибовска, 30 в Варшаве
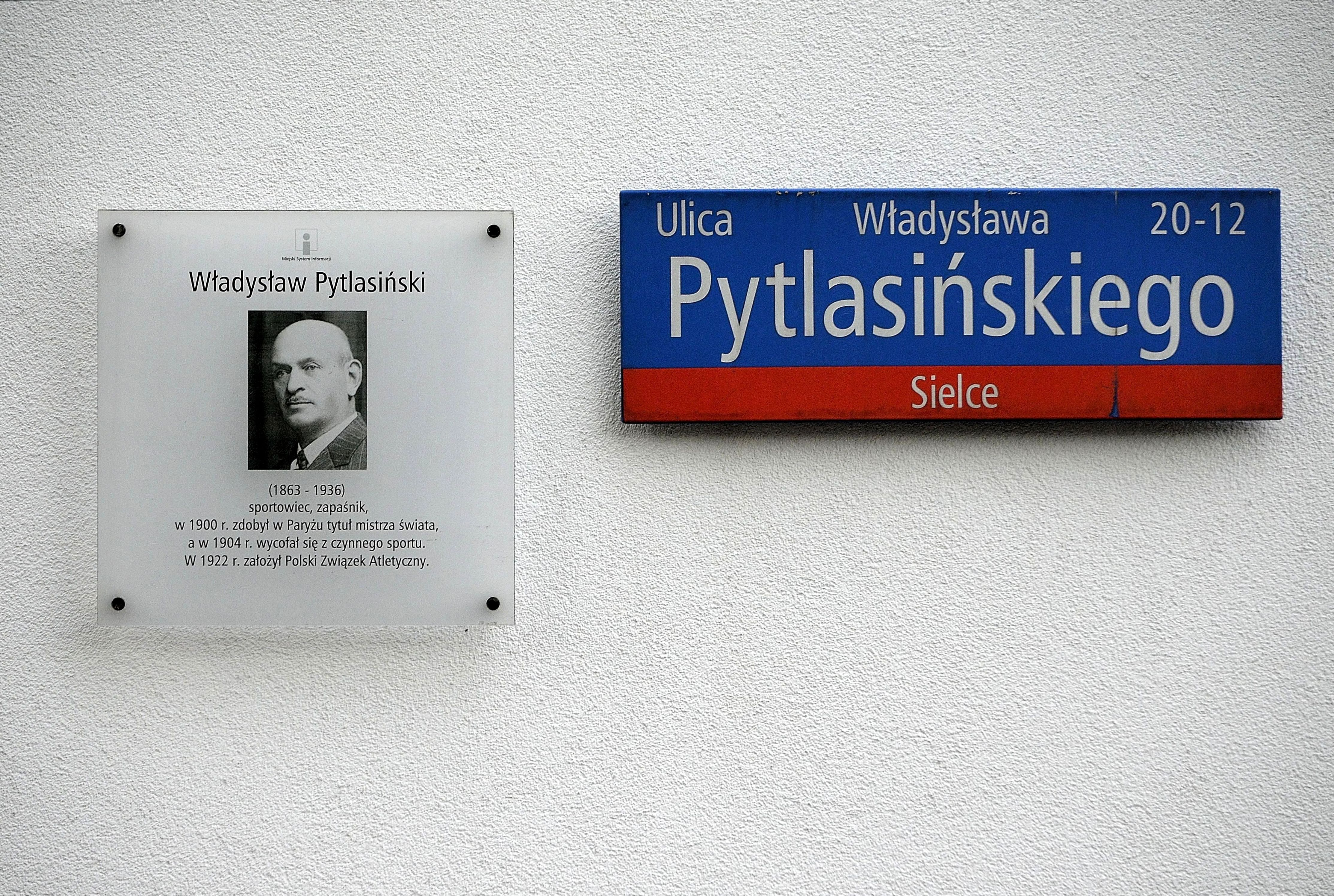
Табличка на ул. Пытлясинского в Варшаве
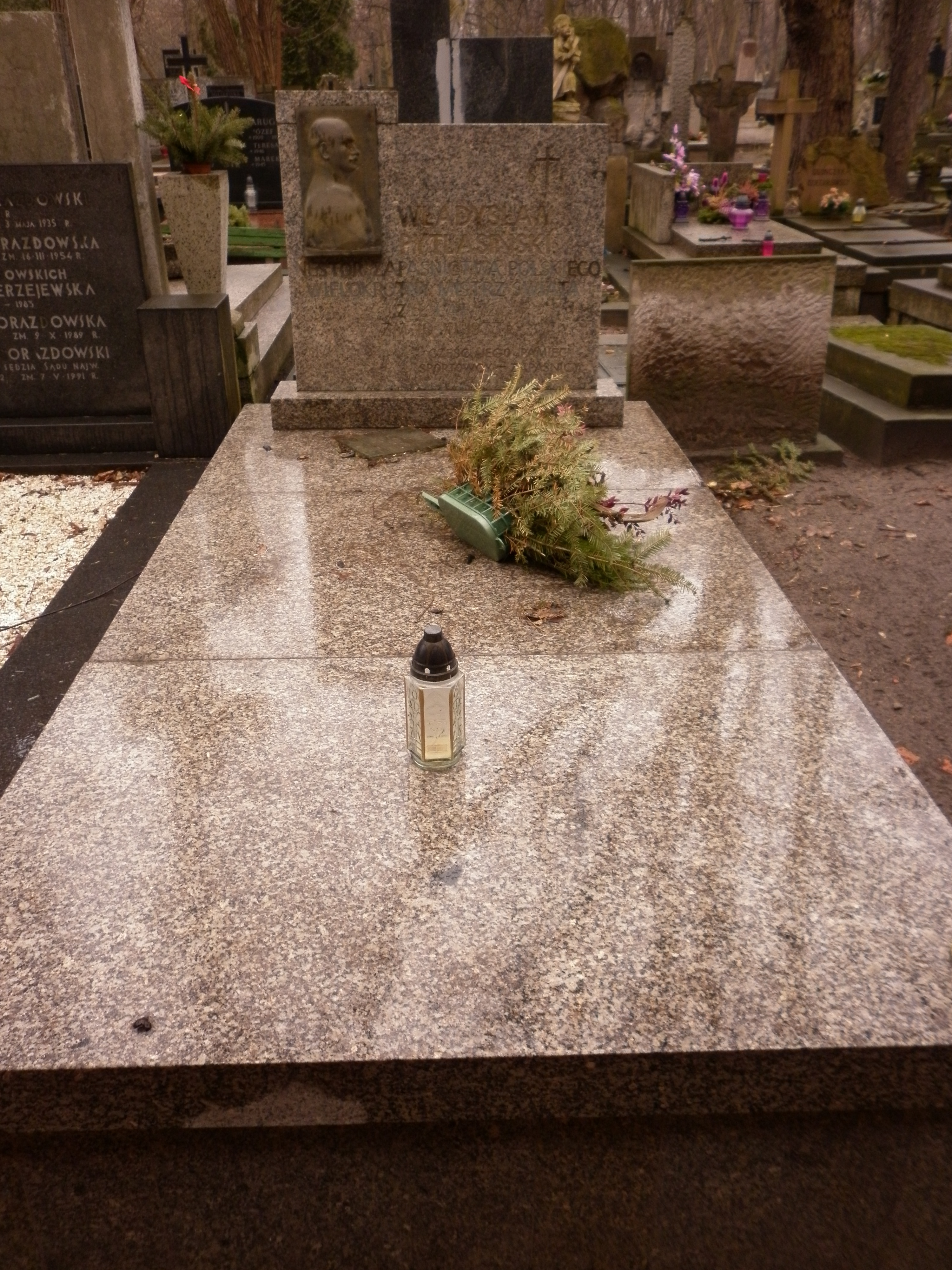
Могила Владислава Пытлясинского на Повонзковском кладбище